# گردا ماوروس
گردا ماوروس (انگلیسی: Gerda Maurus؛ ۲۵ اوت ۱۹۰۳ – ۳۱ ژوئیهٔ ۱۹۶۸) یک هنرپیشه اهل اتریش بود.
از فیلم‌ها یا برنامه‌های تلویزیونی که وی در آن نقش داشته است می‌توان به جاسوس اشاره کرد.